# Lody tajskie

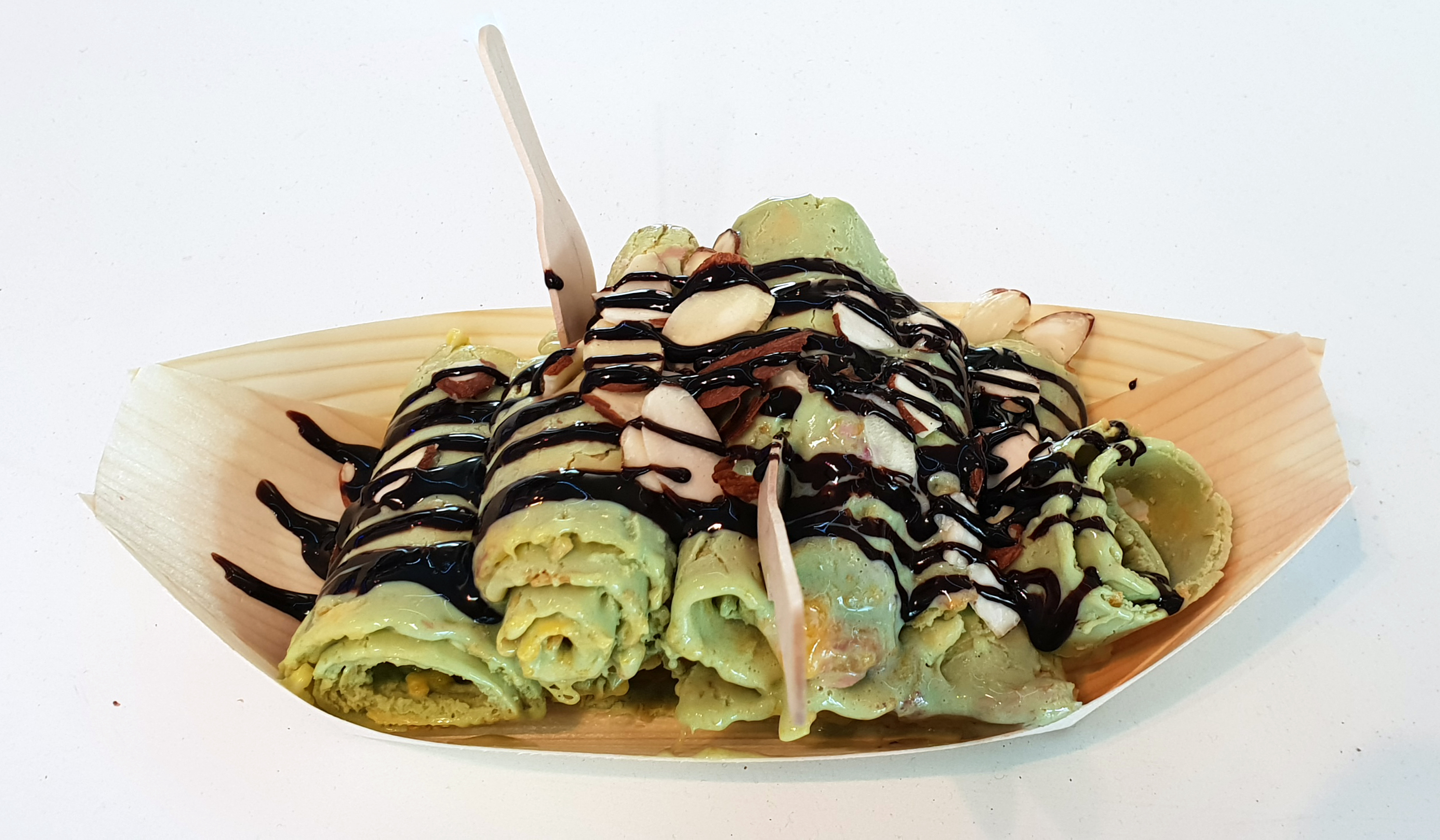
Lody tajskie z dodatkami

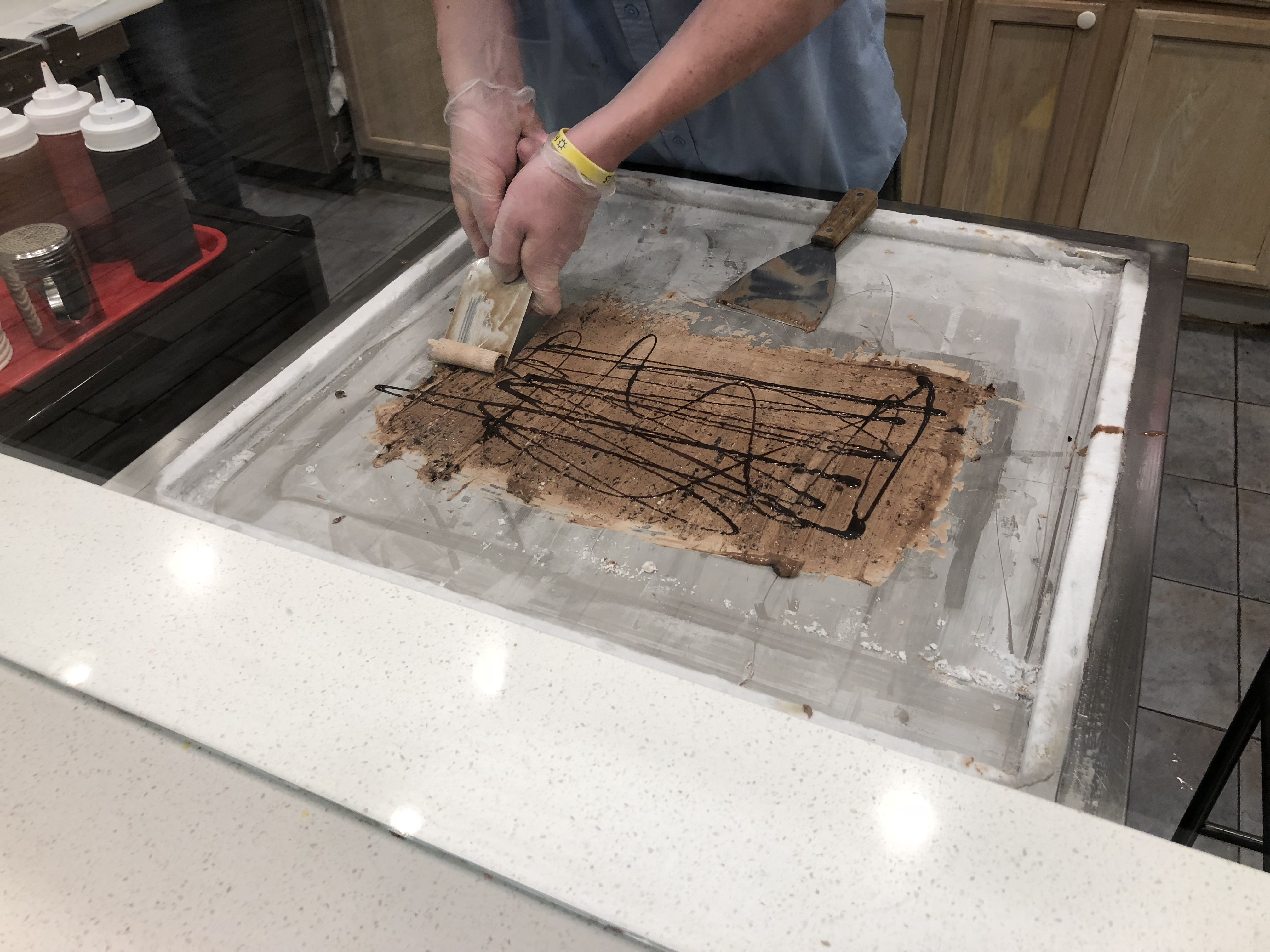
Przygotowanie lodów tajskich

Lody tajskie taj. ไอติมผัด (i-tim-pad) lub taj. ไอศกรีมผัด (ai-sa-krim pad) – deser lodowy w kształcie charakterystycznych rulonów wywodzący się z kuchni tajskiej. 
Lody tajskie sporządzane są na oczach klienta poprzez przygotowanie bazy mlecznej na specjalnej, schłodzonej metalowej płycie i wymieszanie z wybranymi dodatkami.
Początki tego typu deserów sięgają lat 90. XX wieku, kiedy zaczęto je sprzedawać na ulicach Tajlandii. W latach 2010. upowszechniły się także w innych krajach na całym świecie dzięki popularności w mediach społecznościowych.